# District de Jirondai
Le district de Jirondai est l'une des divisions qui composent la comarque indigène de Ngäbe-Buglé, au Panama. Elle a été fondée par la loi 33 du 10 mai 2012, et séparée du district de Kankintú.

## Description
Jirondai était le nom d'un cacique dont il avait les pouvoirs surnaturels.

## Division politico-administrative
Le district comprend cinq corregimientos :
- Burí (es)
- Guariviara (es)
- Man Creek (es)
- Samboa (es)
- Tuwai (es)

## Crédit d'auteurs
- (es) Cet article est partiellement ou en totalité issu de l’article de Wikipédia en espagnol intitulé « Distrito de Jirondai » (voir la liste des auteurs).